# FC Barcelona (Frauenfußball)
FC Barcelona Femení, auch als Barça Femení bezeichnet, ist eine spanische Profifrauenfußballmannschaft aus Barcelona. Die seit 2002 bestehende Frauenfußballabteilung des FC Barcelona tritt in der Primera División (Liga F) an, der höchsten Spielklasse des spanischen Frauenfußballs.
Mit mehr als 30 gewonnenen Trophäen – darunter neun Meisterschaften, neun Pokalsiege und drei spanische Supercup-Titeln – ist der FC Barcelona der erfolgreichste Verein im spanischen Frauenfußball und Rekordhalter in allen nationalen Wettbewerben. Seit der Professionalisierung des Vereins im Jahr 2015 hat sich Barcelona auch zum erfolgreichsten Team Spaniens in der UEFA Women’s Champions League entwickelt, und mit dem Titelgewinn 2020/21 waren sie der erste spanische Champions-League-Sieger der Frauen. Damit war der FC Barcelona zugleich der erste Verein, der sowohl mit seiner Herren- und Frauenmannschaft einen Champions-League-Titel gewann.
2020/21 schaffte der FC Barcelona als erste spanische Frauenmannschaft ein kontinentales Triple und ein Jahr später gelang ihnen die perfekte Saison in der Liga F.

## Geschichte

### 1970–2002: Gründung durch Charity-Match
Die Peña Femenina Barcelonista, Vorgänger der jetzigen Frauenmannschaft, wurde im Herbst 1970 von der 18-jährigen Immaculada „Imma“ Cabecerán gegründet, indem sie sich mit dem damaligen Barça Präsident Agustí Montal am Vereinsgelände traf. In Spanien, sowie vielen weiteren europäischen Ländern war es Frauen verboten Fußball zu spielen, Cabecerán war aber davon überzeugt, dass es viele Mädchen und Frauen gäbe, die die Sportart gerne ausüben würden und wollte mit Hilfe des FC Barcelona eine Mannschaft formieren. Montal sicherte ihr die Unterstützung des Vereins zu, wenn sie genügend Frauen fände, um ein Team zu bilden.

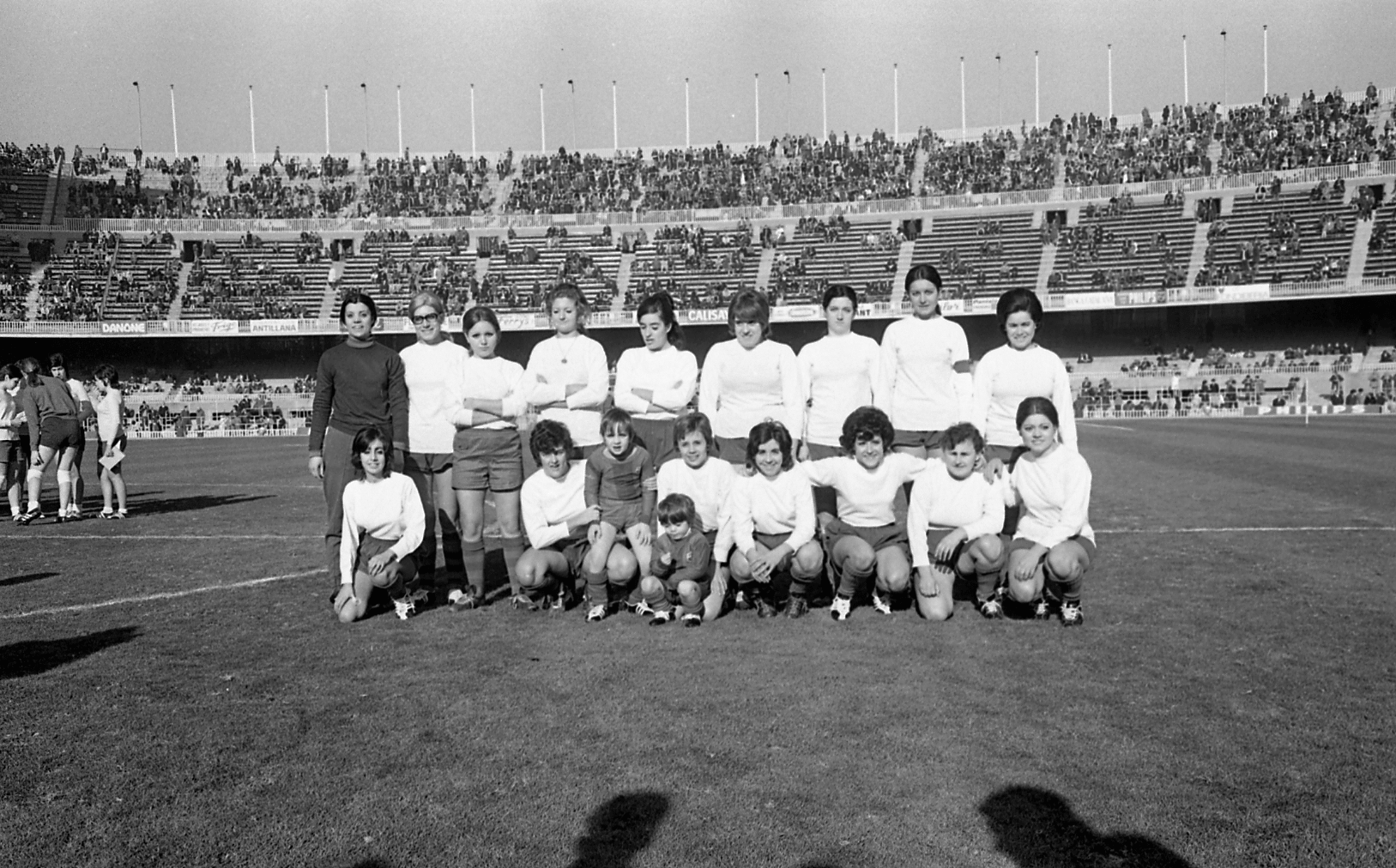
Die erste Frauenmannschaft Barcelonas vor dem Charity-Spiel im Dezember 1970

Am 17. November 1970 suchte Cabecerán nach Interessentinnen im Alter von 18 bis 25 durch Inserate in Lokalzeitschriften, eine Vorgehensweise die auch schon der Schweizer Joan Gamper 1899 hatte und so den späteren FC Barcelona gründete. Es fanden sich rasch insgesamt 17 Frauen, die in der Folge vom ehemaligen Barcelona-Spieler Antoni Ramallets einige Wochen lang trainiert wurde und am 25. Dezember 1970 erfolgte ein Charity-Spiel vor mehr als 60.000 Zuschauern im Camp Nou. Die Einnahmen gingen als Spenden an örtliche Kinderkrankenhäuser. Die Partie gegen Unió Esportiva Centelles endete in einem Sieg nach Elfmeterschießen für die Frauen aus Barcelona. Obwohl die Mannschaft dem Verein nicht offiziell zugehörig war, und somit auch nicht die Vereinsfarben tragen durfte, wird es heute dennoch als das erste Spiel einer Frauenmannschaft des FC Barcelona gesehen. Die Mannschaft der 17 Frauen blieb einige Jahre bestehen und Ramallets trainierte sie bis 1972.
In den 1980er Jahren wurde das Frauenteam in Club Femení Barcelona umbenannt. Sie einigten sich mit dem FC Barcelona auf eine informelle Vereinbarung, in der ihnen die Nutzung der Farben, Abzeichen und Einrichtungen des Vereins gestattet wurde. Es dauerte jedoch einige Jahre, bis auch das Wappen übernommen wurde. Am 29. Juni 1985 gewann das Team seinen ersten Wettbewerb – den Generalitat Cup.
Das Team war 1988 ein Gründungsmitglied der ersten anerkannten Frauenliga Spaniens, der Liga Nacional. Eine erfolgreiche Phase konnte die Mannschaft in den 1990er Jahren durchleben, indem man 1994 mit dem Gewinn der Copa de la Reina den ersten Pokalerfolg verbuchen konnte, und 1992 Vizemeister wurde. Man stieg aber 1996 in die Zweitklassigkeit ab. Im Jahr 2001 wurde die spanische Liga reformiert und in Superliga Femenina umbenannt, Barcelona wurde jedoch aufgrund der schlechten Ergebnisse in der vorherigen Saison nicht in die höchste Spielklasse aufgenommen.

### 2002–2007: Aufnahme in den Verein und Abstiegskampf
Im Jahr 2002 integrierte der FC Barcelona den Club Femení Barcelona offiziell in seine Vereinsstruktur und erschuf eine eigene Abteilung inklusive Jugendförderung für Frauenfußball. Der Verein benannte die Frauenabteilung mit der Übernahme in den katalanischen Namen Futbol Club Barcelona Femení um.
Barcelona blieb nach zwei erfolglosen Auftritten in den Aufstiegs-Playoffs in der zweiten Liga, stieg jedoch nach drei Jahren schließlich 2004 wieder in die Superliga Femenina auf.
Nach dem Aufstieg erhielt die Mannschaft in der Saison 2004/05 vermehrt Beliebtheit, aufgrund der Verpflichtungen der mexikanischen Nationalspielerin Maribel Domínguez und der Spanierin María Luisa Coimbra. Die Neuzugänge führten jedoch nicht zu hochwertigen Ergebnissen und Natalia Astrain, Cheftrainerin seit 2002, wurde im Sommer 2006 entlassen. Xavi Llorens wurde daraufhin als Nachfolger von Astrain als Trainer eingestellt, doch Llorens konnte die Mannschaft in der Superliga nicht halten. Am Ende der Saison 2006/07 stieg die Mannschaft aus der Superliga ab und der Verein erwog daraufhin sogar, die Frauenabteilung aufzulösen. Die Überlegungen der Vereinsführung wurden jedoch nicht vollzogen und das Frauenteam bestand weiterhin.

### 2007–2015: Erste Meisterschaften und Debüt in der Champions League
Mit Llorens schaffte man in der Saison 2007/08 den ersten Platz in der zweiten Liga und die Mannschaft kehrte somit in die Superliga zurück. Barcelona gehört seitdem wieder ununterbrochen der Primera División an und festigte sich zwischen 2009 und 2011 an der Spitze der Ligatabelle. Im Juni 2011 erreichte die Mannschaft das Finale der Copa de la Reina und schlug den Stadtrivalen Espanyol Barcelona mit 1:0 nach Verlängerung, der erste Pokalsieg Barcelonas seit 1994.
Man konnte am Pokalerfolg anknüpfen und gewann 2011/12 mit der damaligen Rekordzahl von 94 Punkten die erste nationale Meisterschaft. Dadurch qualifizierte sich Barcelona erstmals für die UEFA Women’s Champions League, schied nach einer Runde jedoch wieder aus dem Wettbewerb aus. Die Meisterschaft wurde 2013 mit einem Auswärtssieg am letzten Spieltag gegen Athletic Bilbao erfolgreich verteidigt, und Wochen später gewann Barcelona mit einem 4:0-Sieg über Prainsa Zaragoza erneut den spanischen Pokal. Sie waren damit eine von fünf Mannschaften, die das spanische Double gewinnen konnten.
In der Liga konnte man sich weiterhin an der Spitze beweisen und wurde 2014 sowie 2015 spanischer Meister. Barcelona war somit die erste Mannschaft in der spanischen Frauenliga, die vier Meistertitel in Folge gewann. Mit dem Erreichen des Viertelfinales 2013/14 in der Champions League machte man auch international Fortschritte. Die erste Viertelfinalteilnahme eines spanischen Frauenfußballteams endete jedoch mit einer 5:0-Niederlage gegen den VfL Wolfsburg.

### 2015–2019: Professionalisierung, Kampf um die nationale Dominanz und erste Finalteilnahme in der Champions League

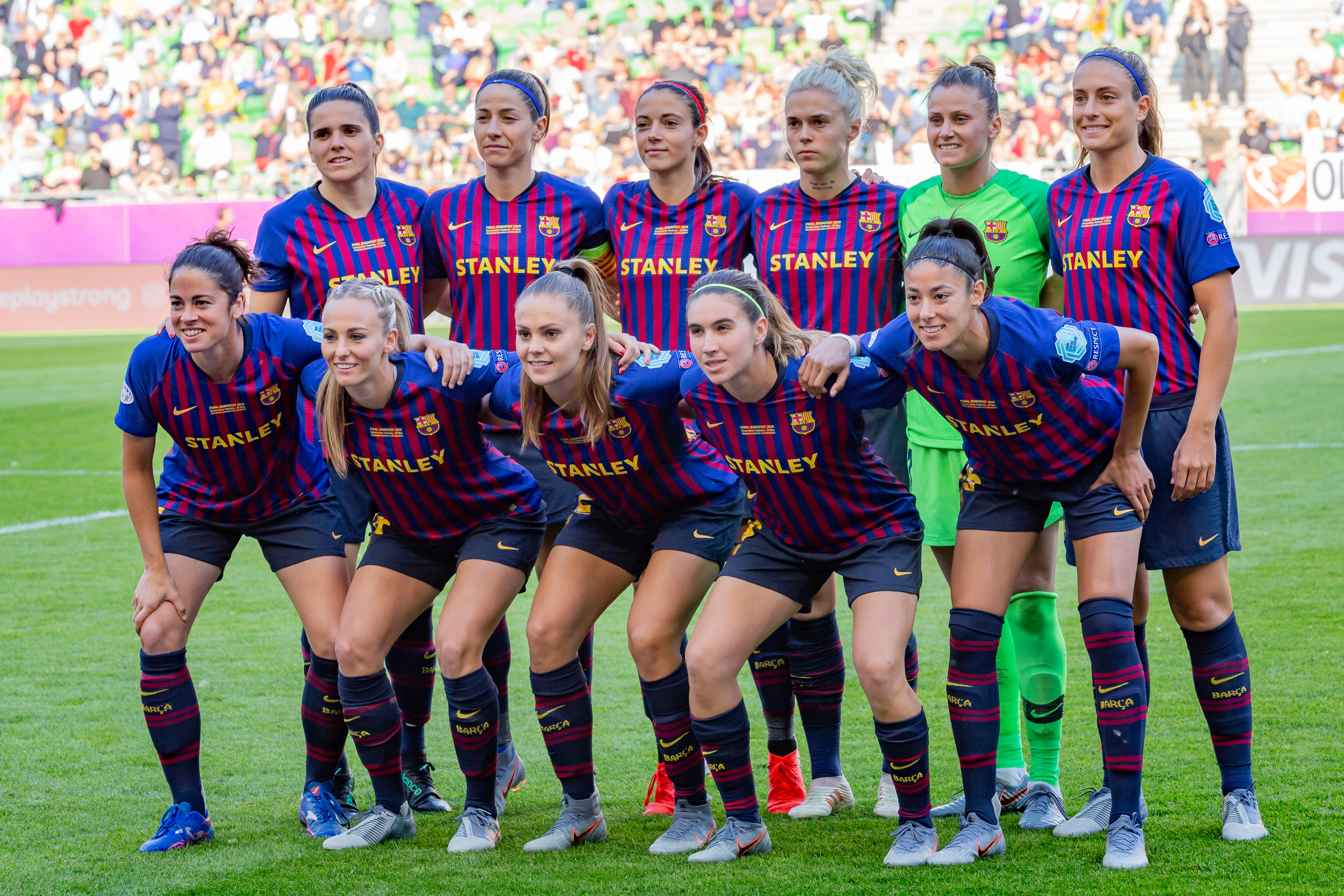
Barcelonas Startaufstellung im ersten Champions-League-Finale in der Vereinsgeschichte

Im Sommer 2015 fasste der Verein die Entscheidung, die Frauenabteilung zu professionalisieren, und in den folgenden Spielzeiten legte Barcelona einen größeren Wert auf Erfolge in der Champions League. Der vermehrte Fokus auf eine erfolgreiche Teilnahme in der Champions League trug rasch Früchte. Der Verein erreichte in der Saison 2016/17 sein erstes Halbfinale der Women’s Champions League und sorgte damit für das bis dahin beste Abschneiden eines spanischen Vertreters in der Champions League. Ab 2015 schaffte es die Mannschaft jährlich mindestens ins Viertelfinale des Wettbewerbs.
Barcelonas sportliche Dominanz im spanischen Frauenfußball wurde seit 2015 von Atlético Madrid herausgefordert und beide Mannschaften lieferten sich jährlich ein enges Rennen um die Meisterschaft, sowie im Pokalwettbewerb. Atlético sicherte sich drei Spielzeiten in Folge die spanische Meisterschaft (2017, 2018, 2019); Barcelona blieb der ewige Verfolgte und wurde dreimal Vizemeister. So trennte die beiden Klubs in der Saison 2017/18 nur ein Punkt Unterschied in der Ligatabelle. Im Titelrennen 2018/19 kam es im direkten Aufeinandertreffen in der Liga zu einer besonderen Kulisse. Das Spiel wurde am 17. März 2019 im Wanda Metropolitano vor 60.739 Zuschauern ausgetragen und brach somit den damaligen Weltrekord für die Zuschaueranzahl eines Frauenfußballspiels auf Klubebene. Zweitplatzierter Barcelona besiegte die Madrilenen auswärts zwar mit 2:0, diese wurden jedoch erneut spanischer Meister.
Der spanische Pokal war ebenfalls Schauplatz dieses Duells, beide Mannschaften erreichten von 2016 bis 2018 stets das Endspiel. In dieser Phase konnte der Pokal dreimal von Barcelona gewonnen werden. Nur das Finalspiel 2015/16 entschied Atlético für sich. Im vorerst letzten Aufeinandertreffen im Pokalfinale am 2. Juni 2018 besiegte Barcelona Atlético mit 1:0 durch einen Treffer von Mariona Caldentey in der letzten Spielminute der Nachspielzeit.
Im Sommer 2015 entschied sich zudem Stürmerin Sonia Bermúdez nach vier Spielzeiten bei Barcelona für einen Wechsel zu Atlético Madrid. Die spanische Nationalspielerin war mit ihren 85 Toren in 87 Spielen ein Eckpfeiler der bisherigen Erfolge in der Liga für die Katalaninen.

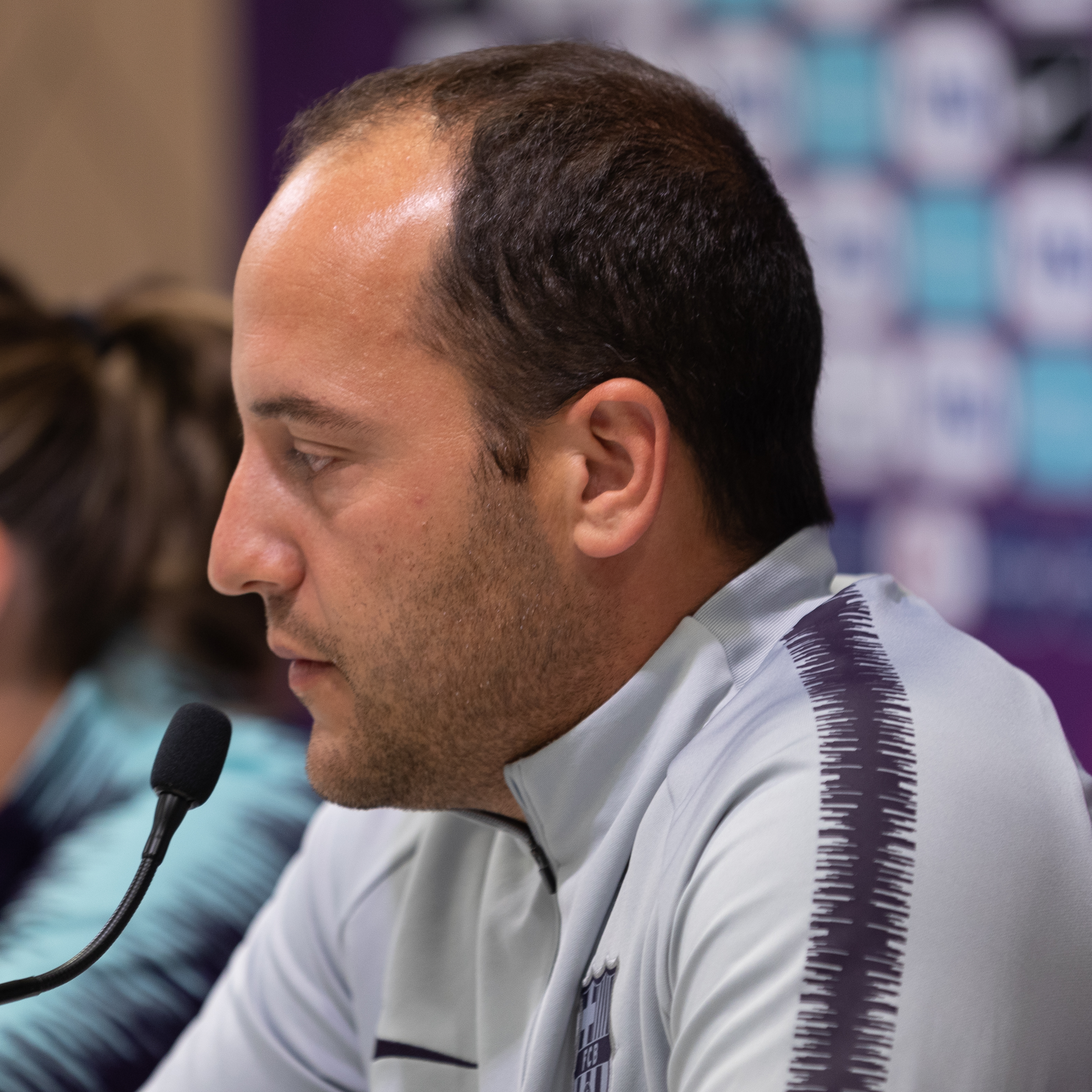
Lluis Cortes, Trainer Barcelonas von 2019 bis 2021

Im Sommer 2017 kam es im Team zu erheblichen Veränderungen. Xavi Llorens legte nach elf Jahren sein Amt als Cheftrainer nieder. Mit ihm entwickelte sich Barcelona zur Topmannschaft im spanischen Frauenfußball und konnte sich auch in der Champions League immer mehr beweisen. Er gewann mit den Katalaninen vier Meistertitel, viermal die Copa de la Reina und sechsmal die Copa Catalunya (katalanischer Pokal). Der Verein heuerte als neuen Trainer Fran Sánchez an und verpflichtete in diesem Sommer mehrere große Namen des internationalen Fußballs – darunter Lieke Martens, Toni Duggan und Élise Bussaglia. Von Konkurrent Atlético Madrid holte man Innenverteidigerin Mapi León. Der Wechsel war mit einer Ablösesumme von 50.000 Euro der erste bezahlte Transfer in der Geschichte des spanischen Frauenfußballs.
In der Saison 2018/19 unterzeichnete Barcelona einen Werbevertrag mit Stanley Tools, dem ersten Trikotsponsor speziell für die Frauenmannschaft des Vereins.
Im Januar 2019 fand erneut ein Trainerwechsel statt. Lluís Cortés war unter Fran Sánchez Assistenztrainer und wurde nach dessen Abgang neuer Cheftrainer der Mannschaft.

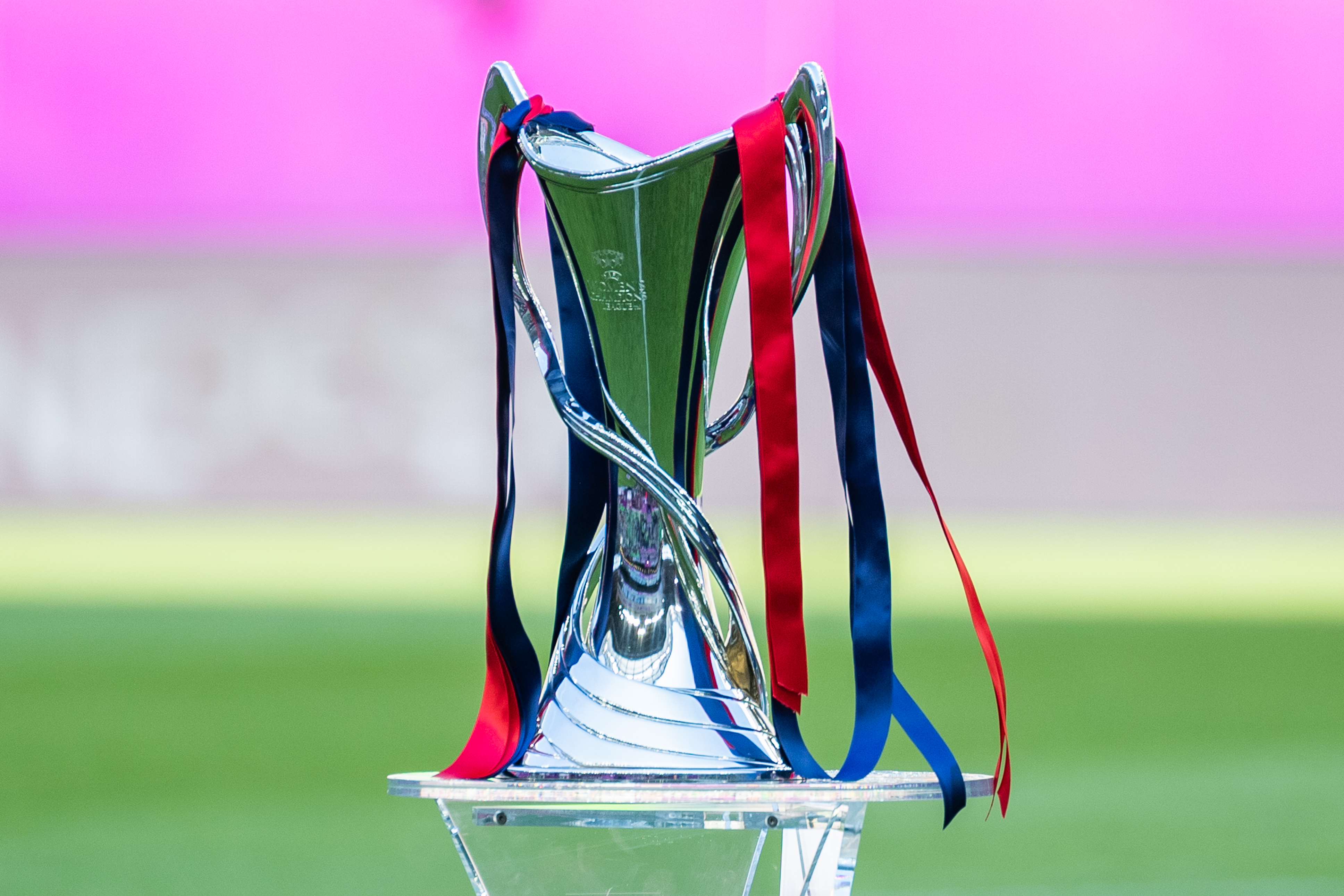
Trophäe der UEFA Women’s Champions League

In der UEFA Women’s Champions League 2018/19 konnte mit Cortés erstmals das Finale erreicht werden, nachdem man den FC Bayern München mit einem Gesamtergebnis von 2:0 im Halbfinale besiegen konnte. Am 18. Mai 2019 bestritt Barcelona in Budapest sein erstes Finalspiel in der Champions League, welches aber mit 1:4 gegen Titelverteidiger Olympique Lyon verloren wurde. Beide Vereine sind die bisher einzigen, bei denen in einer Saison Frauen und Männer der Halbfinale der Champions League erreichten. Lyon schaffte dies 2009/10, Barcelona 2018/19. Bei beiden schafften es aber nur die Frauen ins Finale, verloren dieses allerdings.

### 2019–2021: Etablierung als eines der besten Teams Europas
Nach der Finalniederlage in Budapest wurde die Mannschaft im Sommer 2019 insbesondere im Angriff verstärkt. Caroline Graham Hansen wurde vom VfL Wolfsburg verpflichtet und Jenni Hermoso, die die zwei vorherigen Saisonen bei Paris Saint-Germain und Atlético Madrid verbracht hatte, kam zurück zum FC Barcelona. Mit dem im Sommer 2019 fertig gestellten Estadi Johan Cruyff löste das neue Stadion mit einer Kapazität von 6.000 Plätzen das Mini Estadi als Spielstätte der Frauenmannschaft ab.
Der spanische Verband trug nach über 20-jähriger Pause den Supercopa de España Femenina in der Saison 2019/20 erstmals wieder aus. Barcelona war als Vizemeister 2019 qualifiziert und besiegte im Finalspiel Real Sociedad mit 10:1. Für die Katalaninen war es der erste Supercup-Erfolg in der Vereinshistorie und sie beendeten damit eine zwei Jahre lange Phase ohne gewonnene Trophäe.
Nach 21 gespielten Partien wurde der Spielbetrieb im Februar 2020 aufgrund der COVID-19-Pandemie in Spanien pausiert und Anfang Mai vorzeitig beendet. Der spanische Verband entschied die restlichen elf Spieltage nicht fortzuführen, womit Barcelona, die zu diesem Zeitpunkt mit 59 Punkten Tabellenführer waren, zum fünften Mal spanischer Meister wurde.
Die Endrundenspiele der Champions League wurden von der UEFA auf August 2020 verschoben und die Paarungen wurden auf ein Spiel reduziert. Alle Spiele der Knock-out-Phase wurden in Bilbao und San Sebastián ausgetragen. Barcelona besiegte im Viertelfinale Atlético Madrid, scheiterte aber am 25. August 2020 am VfL Wolfsburg mit einer knappen 1:0-Niederlage im Halbfinale.
Am 6. Januar 2021, wenige Wochen nach dem 50. Jahrestag des Charity-Spiels, das ausschlaggebend für die spätere Gründung der Frauenmannschaft Barcelonas war, fand anlässlich des Jubiläums erneut ein Spiel der Frauen im Camp Nou statt. Das erste Profispiel zwischen Frauenmannschaften im Camp Nou gewann Barcelona mit 5:0 gegen Stadtrivale Espanyol. Im Gegensatz zum Gründungsspiel im Dezember 1970 fand das Ligaspiel gegen Espanyol aufgrund Pandemie-Vorkehrungen ohne Zuschauer statt.
Barcelona bestritt erst im Februar 2021 das Pokalfinale 2019/20, da das Endspiel wegen der COVID-19-Pandemie für mehrere Monate verschoben wurde. Die Mannschaft besiegte Logroño im Finale mit 3:0 und erhielt den spanischen Pokal zum bereits siebten Mal und übertraf damit die sechs Siege von Espanyol. Anfang Mai 2021 krönte sich Barcelona vorzeitig zum spanischen Meister 2020/21, nachdem zweitplatzierter Levante patzte und nur Unentschieden gegen Espanyol spielte. Mit sechs Meisterschaften übertrumpfte Barcelona Athletic Bilbao (fünf Meisterschaften) und war somit der erfolgreichste Verein in der Liga F.

Die Aufstellungen im Champions-League-Finale 2020/21 (Barcelona in pink, Chelsea in blau)

Am 16. Mai 2021 gewann der FC Barcelona das Finale der Champions League 2020/21 im Gamla Ullevi Stadion in Göteborg gegen den FC Chelsea mit 4:0, der höchste Finalsieg in der Geschichte der Champions League. Alle vier Tore fielen innerhalb der ersten 36 Minuten des Spiels. Damit ist der FC Barcelona der einzige Verein, der die Champions League sowohl bei den Damen als auch bei den Herren gewinnen konnte.
Am 31. Mai 2021 besiegte Barcelona Levante im Finale der Copa de la Reina mit 4:2 und vervollständige nach der Meisterschaft und dem Champions-League-Titel das Triple. Damit war Barcelona die erste spanische Frauenmannschaft überhaupt (fünfter europaweit), die das kontinentale Triple gewann. Der Verein setzte außerdem einen Meilenstein, indem sowohl die Männer (Triple 2008/09 und 2014/15) als auch die Frauen eines europäischen Vereins das Triple schafften.
Inmitten dieses Erfolgs gab Barcelona bekannt, dass der Vertrag von Trainer Lluís Cortés um zwei Jahre bis Juni 2023 verlängert wurde. Wochen später tauchten Berichte in der spanischen Presse auf, dass die Spielerinnen die Entlassung von Cortés gefordert hätten und die Notwendigkeit eines spielerischen Neuanfangs anführten, damit das Team sich weiterentwickelt. Als Reaktion darauf gab Cortés zu, dass eine Änderung tatsächlich notwendig sei, beharrte jedoch darauf, dass die Gerüchte falsch seien.
Am 1. Juni 2021, nur zwei Tage nach dem Finale der Copa de la Reina, erlitt Barcelona seine einzige Niederlage der Ligasaison 2020/21, als man gegen Atlético Madrid mit 3:4 verlor. Einige Tage vor Barcelonas letzten Ligaspiel, gab Cortés bekannt, dass er Barcelona nach Saisonende verlassen werde.
Die Mannschaft beendete ihre zweite Meistersaison in Folge mit einem Rekord von 33 Ligasiegen sowie einem Rekord von 99 Punkten und 167 geschossenen Toren. Am 2. Juli 2021 wurde der bisherige Assistenztrainer Jonatan Giráldez als Nachfolger von Cortés angekündigt.

### Seit 2021: Gegenwart
Mit Giráldez konnte man an die bisherigen Erfolge direkt anknüpfen. Der Verein blieb sowohl in der Liga als auch in der Gruppenphase der Champions League ungeschlagen. Am 23. Januar 2022 besiegte Barcelona im Supercup-Finale Atlético Madrid mit 7:0 und gewann damit seine zweite Supercopa de España. Weniger als zwei Monate später wurden sie am 13. März 2022 sechs Spiele vor Saisonende erneut zum Meister der Primera División gekrönt, nachdem sie Real Madrid mit 5:0 besiegten. Im November 2021 wurde zudem Kapitänin Alexia Putellas als erste Spielerin Barcelonas und erste Spanierin mit dem Ballon d’Or ausgezeichnet. Barcelona-Stürmerin Hermoso belegte dabei den zweiten Platz.
| Platz | Spielerin        | Verein       | Punkte |
| ----- | ---------------- | ------------ | ------ |
| 1.    | Alexia Putellas  | FC Barcelona | 186    |
| 2.    | Jennifer Hermoso | FC Barcelona | 84     |
| 3.    | Sam Kerr         | FC Chelsea   | 46     |

Barcelona bestritt am 30. März 2022 das Viertelfinal-Rückspiel der Champions League gegen Real Madrid. Damit fand erstmalig ein internationaler El Clásico der Frauen statt. Der Verein beschloss dementsprechend die Partie im Camp Nou auszutragen und war somit das zweite Pflichtspiel der Frauenmannschaft, als auch das erste vor Fans im Camp Nou. Der Clásico fand vor 91.553 Zuschauern statt, einer Weltrekordkulisse für ein Frauenfußballspiel auf Klubebene. Barcelona erreichte das Halbfinale mit einem Gesamtergebnis von 8:3 (5:2, 3:1).
Knapp ein Monat später traf man im Halbfinale der Champions League auf den VfL Wolfsburg. Da der El Clásico bereits so gut besucht war, wurde das Hinspiel gegen die Wölfinnen ebenfalls im Camp Nou organisiert. Der damalige Zuschauerrekord wurde nochmals verbessert – 91.648 Menschen sahen zu, wie Barcelona am 22. April 2022 Wolfsburg mit 5:1 besiegte.

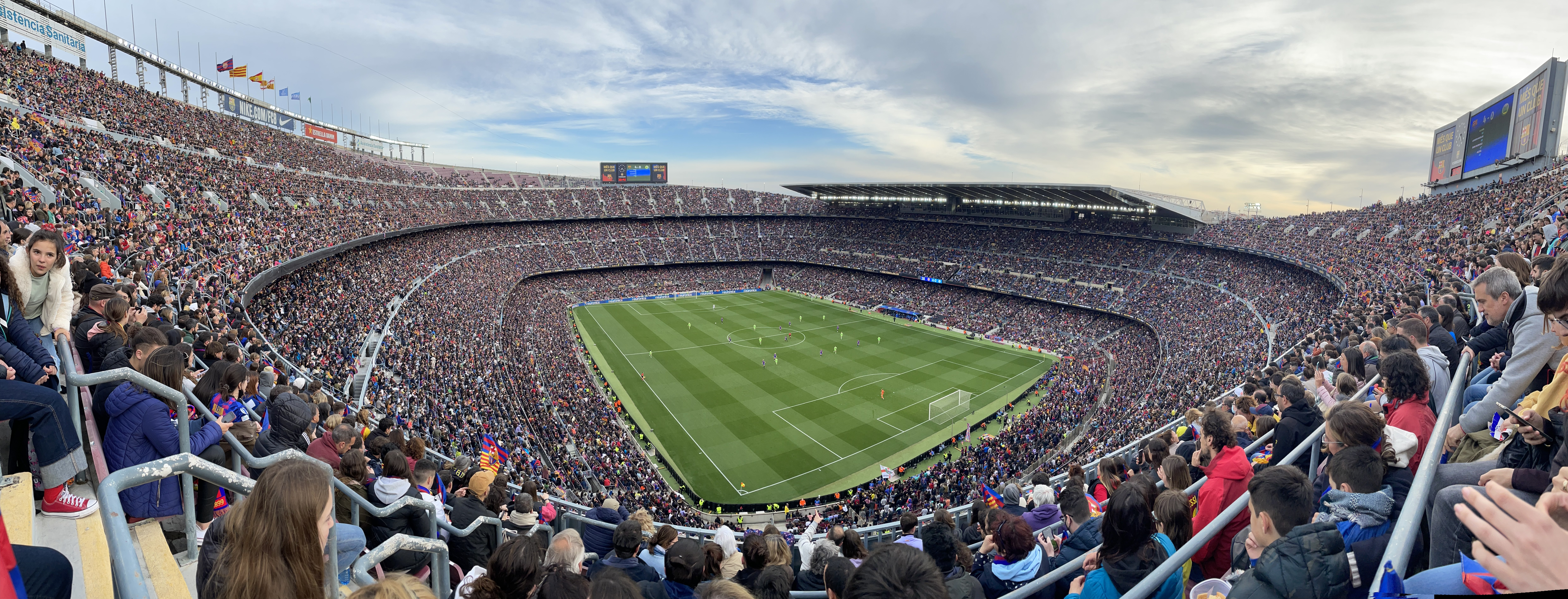
Mit 91.648 Zuschauern war das Halbfinale der Champions League 2021/22 das bestbesuchte Frauenfußballspiel Europas

Von 47 Spielen wettbewerbsübergreifend verlor Barcelona in der Spielzeit 2021/22 nur zweimal, beide Male in aufeinanderfolgenden Spielen in der K.o.-Runde der Champions League. Im Rückspiel des Halbfinales verloren sie 0:2 gegen Wolfsburg, gewannen aber insgesamt 5:3 und erreichten so ihr zweites Champions-League-Finale.
Im Finale am 21. Mai 2022 im Juventus Stadium unterlag Barcelona dem Rekordsieger Olympique Lyon mit 1:3, das einzige Tor der Mannschaft erzielte Alexia Putellas. Das Team konnte dennoch auf eine außergewöhnliche Saison blicken: Barcelona beendete die Saison mit einer Siegesquote von 96 % in allen Wettbewerben und einer Rekord-Siegesserie von 45 Spielen, die vom ersten Spiel der Saison bis zur Niederlage gegen Wolfsburg im Halbfinal-Rückspiel der Champions League andauerte. Der Verein gewann die Meisterschaft 2021/22 ohne Punktverlust und mit 159:11 Toren in 30 Spielen und schaffte so eine perfekte Saison. Zusätzlich triumphierte man in beiden Pokalwettbewerben und holte sich so das nationale Triple.
Mit Ende der Saison 2021/22 gab es weitläufige Veränderungen im Kader und es verließen einige Stammspielerinnen den Verein. Lieke Martens wurde von PSG verpflichtet, Linksverteidigerin Leila Ouahabi verließ nach 13 Jahren Barcelona und ging zu Manchester City und Stürmerin Jenni Hermoso entschied sich ihre Karriere in Mexiko bei Pachuca fortzusetzen. Letztere war zum damaligen Zeitpunkt mit 181 Treffern die erfolgreichste Torschützin der Vereinsgeschichte.
Neuankömmlinge im Verein waren Torschützenkönigin der Primera División 2021/22 Geyse Ferreira, Weltfußballerin 2020 und Europameisterin Lucy Bronze, sowie junge Talente wie Salma Paralluelo und Vicky López. Am letzten Tag der Transferperiode brach Barcelona zusätzlich den Weltrekord für eine Ablösesumme im Frauenfußball, als man die englische Mittelfeldspielerin Keira Walsh für 470.000 Euro von Manchester City verpflichtete.

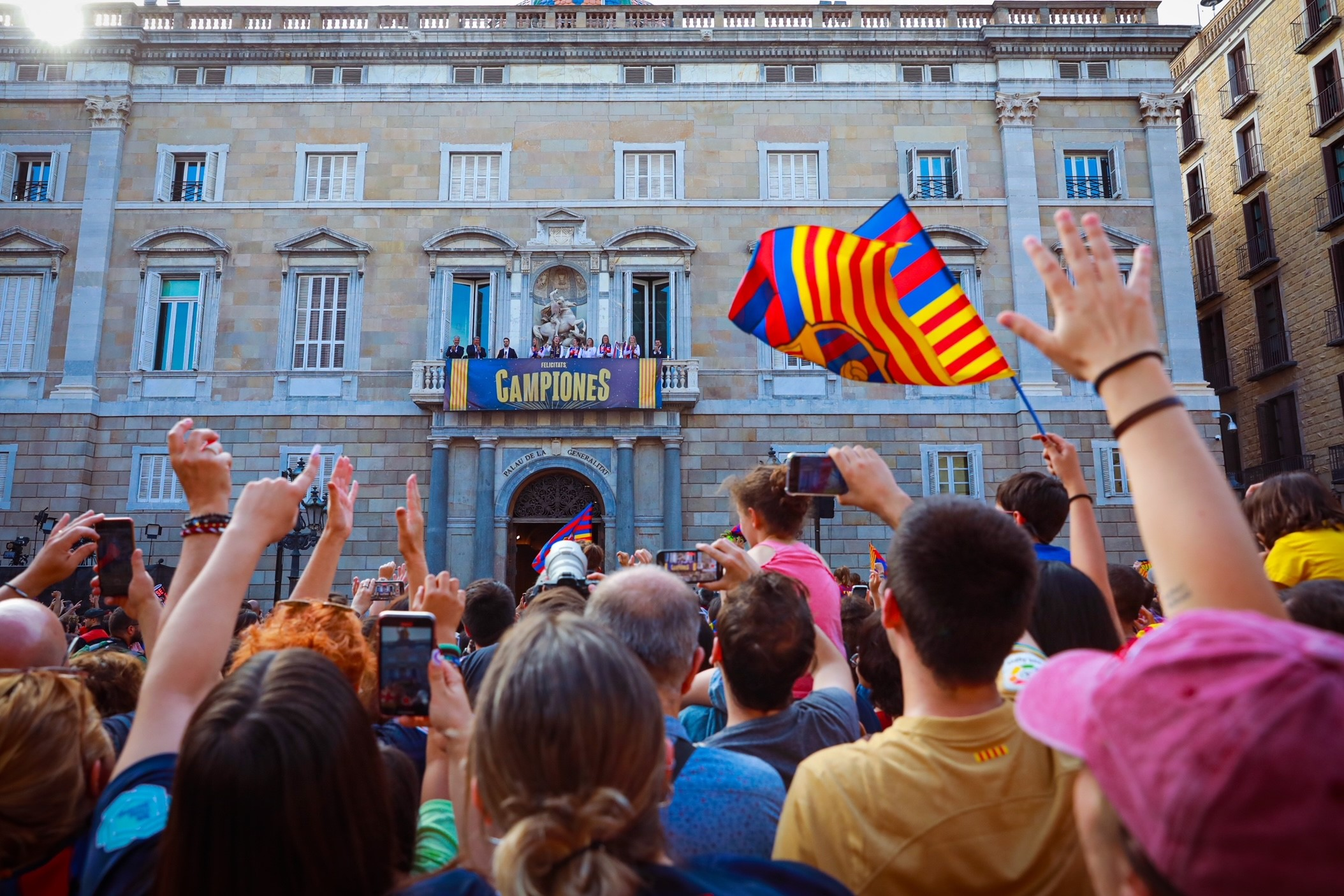
Mannschaft und Fans feiern den Gewinn der Champions League (Juni 2023)

Als amtierender Meister zog Barcelona automatisch ins Pokalachtelfinale ein. Bei der Auslosung am 15. November 2022 wurde als Gegner Osasuna ausgewählt, den sie mit 0:9 besiegten. Trotz des souveränen Sieges disqualifizierte der spanische Fußballverband die Mannschaft am 24. Januar 2023, wegen des Einsatzes einer nicht spielberechtigten Spielerin (Geyse Ferreira). Geyse wurde in der Vorsaison, als sie noch Spielerin beim Madrid CFF war, in ihrem letzten Pokalspiel vom Platz gestellt. Der spanische Verband räumte ein, dass er bei der Auflistung der Sperren einen Fehler begangen hatte, indem man Geyse nicht miteinbezog, urteilte aber auch, dass Barcelona bei der Überprüfung sorgfältiger hätte vorgehen sollen. Da sich das betroffene Spiel in der K.-o.-Runde befand, wurde Barcelona vom Pokalturnier für die Saison 2022/23 ausgeschlossen und Osasuna stieg ins Viertelfinale auf.
Eine Woche nach dem Halbfinale stand Barcelona mit dem 3:0-Erfolg gegen Sporting de Huelva im Estadi Johan Cruyff in der Liga F rechnerisch als spanischer Meister der Saison 2022/23 fest und gewann zum achten Mal die Meisterschaft. Im letzten Ligaspiel der Saison am 21. Mai 2023 endete Barcelonas ungeschlagene Serie von 64 Spielen mit einer 1:2-Auswärtsniederlage gegen Madrid CFF. Der Beginn dieser Rekordserie lag 719 Tage – also knapp zwei Jahre – zurück, als sie am 1. Juni 2021 gegen Atlético Madrid verloren.
Am 3. Juni 2023 bestritt Barcelona in Eindhoven sein insgesamt viertes Finalspiel in der Champions League. Nachdem man zur Halbzeit mit einem 0:2-Rückstand gegen den VfL Wolfsburg in die Kabine gegangen war, konnte Barcelona mit zwei schnellen Toren durch Patri Guijarro nach Anpfiff der zweiten Hälfte das Spiel drehen. Mit Fridolina Rolfös Tor in der 70. Minute zum endgültigen Spielstand von 3:2 krönte sich Barcelona zum zweiten Mal als Champions-League-Sieger.

## Stadion und Zuschauerrekorde
Barcelona Femení trägt seine Heimspiele im Johan-Cruyff-Stadion in Sant Joan Despí aus. Das Stadion wurde im Juni 2019 fertiggestellt und bietet Platz für 6.000 Zuschauer. Seit Eröffnung ist es die offizielle Spielstätte für die Frauenmannschaft sowie diverser Jugendmannschaften des Vereins und befindet sich am Trainingsgelände Barcelonas.

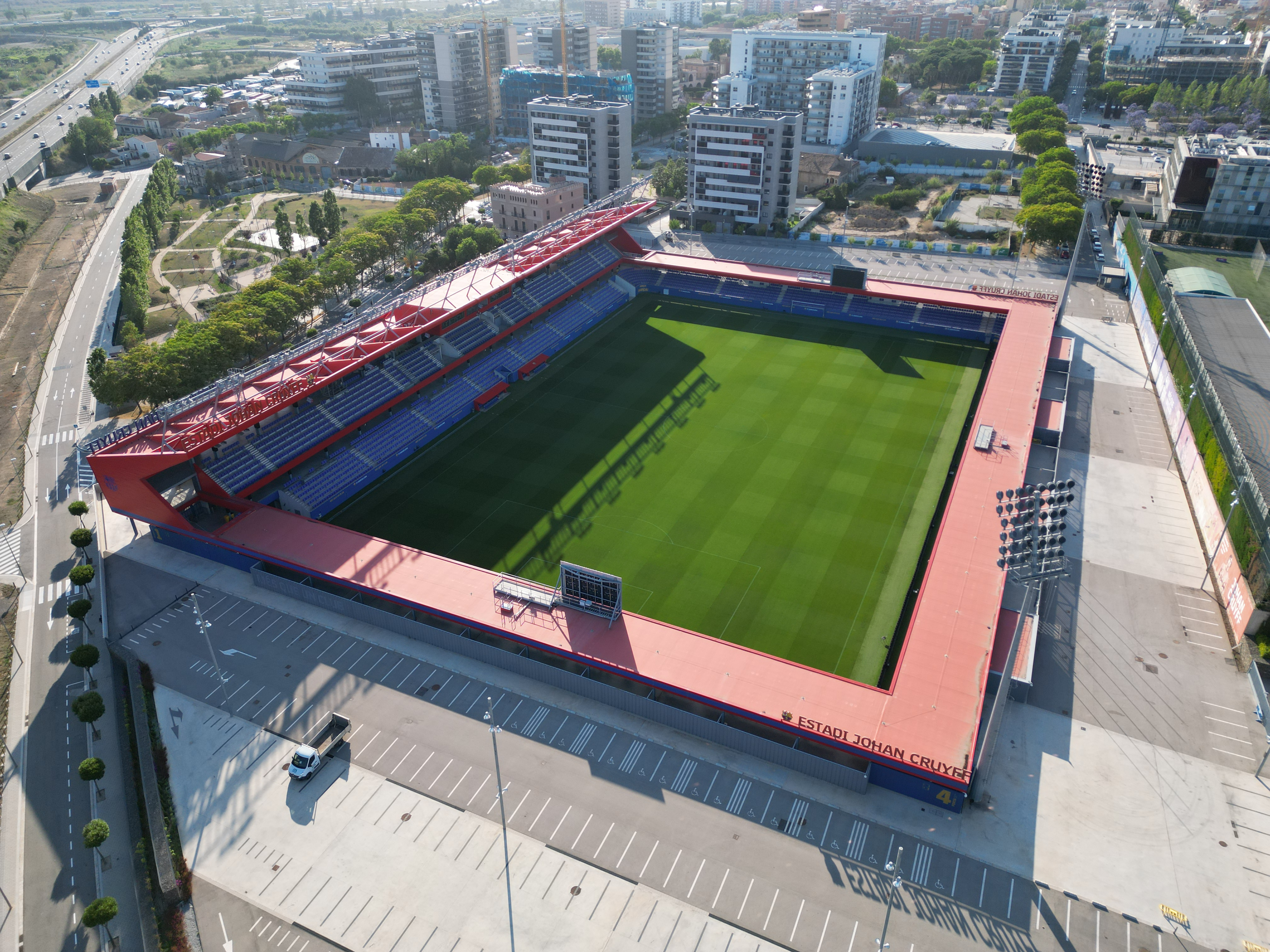
Barcelonas Heimstadion seit 2019

Vor 2019 war das ehemalige Mini Estadi, 500 Meter neben dem Camp Nou gelegen, Spielort für internationale UEFA-Spiele der Frauenmannschaft.
Seit der Saison 2021/22 finden insbesondere Endrundenspiele in der Champions League auch im Camp Nou statt.
So wurde im März 2022 das Viertelfinalspiel gegen Real Madrid – der erste internationale El Clásico der Frauen – vor 91.553 Zuschauern im Camp Nou gespielt, und einen Monat später auch das CL-Halbfinale gegen Wolfsburg. Mit 91.648 Zuschauern stellte man einen neuen internationalen Rekord für ein Frauenfußballspiel auf Klubebene auf.
Barcelonas Zuschauerzahlen bei den Viertel- und Halbfinalspielen 2021/22 waren die höchsten bekannten Zuschauerzahlen bei Frauenfußballspielen weltweit seit der inoffiziellen WM 1971, wo die Partie Mexiko gegen Dänemark im Aztekenstadion 110.000 Zuschauer erreichte.
In der Saison 2022/23 fanden insgesamt drei Champions-League-Spiele der Frauenmannschaft im Camp Nou statt – die Gruppenspiele gegen Bayern München und Rosengård, das Viertelfinale gegen die Roma und das Halbfinale gegen Chelsea. Barcelona stellte mit 46.967 Zuschauern im Heimspiel gegen die Bayern auch den Rekord für die höchste Zuschauerzahl bei einem Gruppenspiel der Champions League und den vierthöchsten aller Champions-League-Spiele auf – die ersten beiden wurden ebenfalls im Camp Nou aufgestellt.

## Team

### Aktueller Kader
Stand Kader: August 2025  Stand Spiele und Tore: Saisonende 2023/24
| Pos.       | Nr. | Nat.        | Name                   | Geburtstag    | Ligaspiele 1 | Ligatore 1 | im Verein seit 2 | Vertrag bis | letzter Verein      |
| ---------- | --- | ----------- | ---------------------- | ------------- | ------------ | ---------- | ---------------- | ----------- | ------------------- |
| Tor        | 13  | Spanien     | Cata Coll              | 23. Apr. 2001 | 30           | 0          | 2019             | 2026        | Collerense          |
| Tor        | 1   | Spanien     | Gemma Font             | 23. Okt. 1999 | 18           | 0          | 2018             | 2027        | eigene Jugend       |
| Abwehr     | 2   | Spanien     | Irene Paredes          | 4. Juli 1991  | 67           | 6          | 2021             | 2025        | Paris Saint-Germain |
| Abwehr     | 4   | Spanien     | María Pilar León       | 13. Juni 1995 | 162          | 12         | 2017             | 2026        | Atlético Madrid     |
| Abwehr     | -   | Spanien     | Laia Aleixandri        | 25. Aug. 2000 | -            | -          | 2025             | -           | Manchester City     |
| Abwehr     | 8   | Spanien     | Marta Torrejón         | 27. Feb. 1990 | 289          | 49         | 2013             | 2025        | Espanyol            |
| Abwehr     | 22  | Spanien     | Ona Batlle             | 10. Juni 1999 | 20           | 3          | 2023             | 2026        | Manchester United   |
| Abwehr     | 24  | Niederlande | Esmee Brugts           | 28. Juli 2003 | 26           | 7          | 2023             | 2027        | PSV Eindhoven       |
| Mittelfeld | 11  | Spanien     | Alexia Putellas        | 4. Feb. 1994  | 299          | 134        | 2012             | 2026        | Levante             |
| Mittelfeld | 12  | Spanien     | Patricia Guijarro      | 17. Mai 1998  | 199          | 42         | 2015             | 2027        | Collerense          |
| Mittelfeld | 14  | Spanien     | Aitana Bonmatí         | 18. Jan. 1998 | 176          | 58         | 2018             | 2025        | eigene Jugend       |
| Mittelfeld | 18  | Portugal    | Kika Nazareth          | 17. Nov. 2002 | -            | -          | 2024             | 2028        | Benfica Lissabon    |
| Mittelfeld | 19  | Spanien     | Vicky López            | 26. Juli 2006 | 32           | 11         | 2022             | 2027        | Madrid CFF          |
| Sturm      | 6   | Spanien     | Clàudia Pina           | 12. Aug. 2001 | 88           | 40         | 2017             | 2026        | eigene Jugend       |
| Sturm      | 7   | Spanien     | Salma Paralluelo       | 13. Nov. 2003 | 36           | 30         | 2022             | 2026        | Villarreal          |
| Sturm      | 10  | Norwegen    | Caroline Graham Hansen | 18. Feb. 1995 | 96           | 50         | 2019             | 2026        | VfL Wolfsburg       |
| Sturm      | 17  | Polen       | Ewa Pajor              | 3. Dez. 1996  | 0            | 0          | 2024             | 2027        | VfL Wolfsburg       |

### Trainer- und Funktionsstab

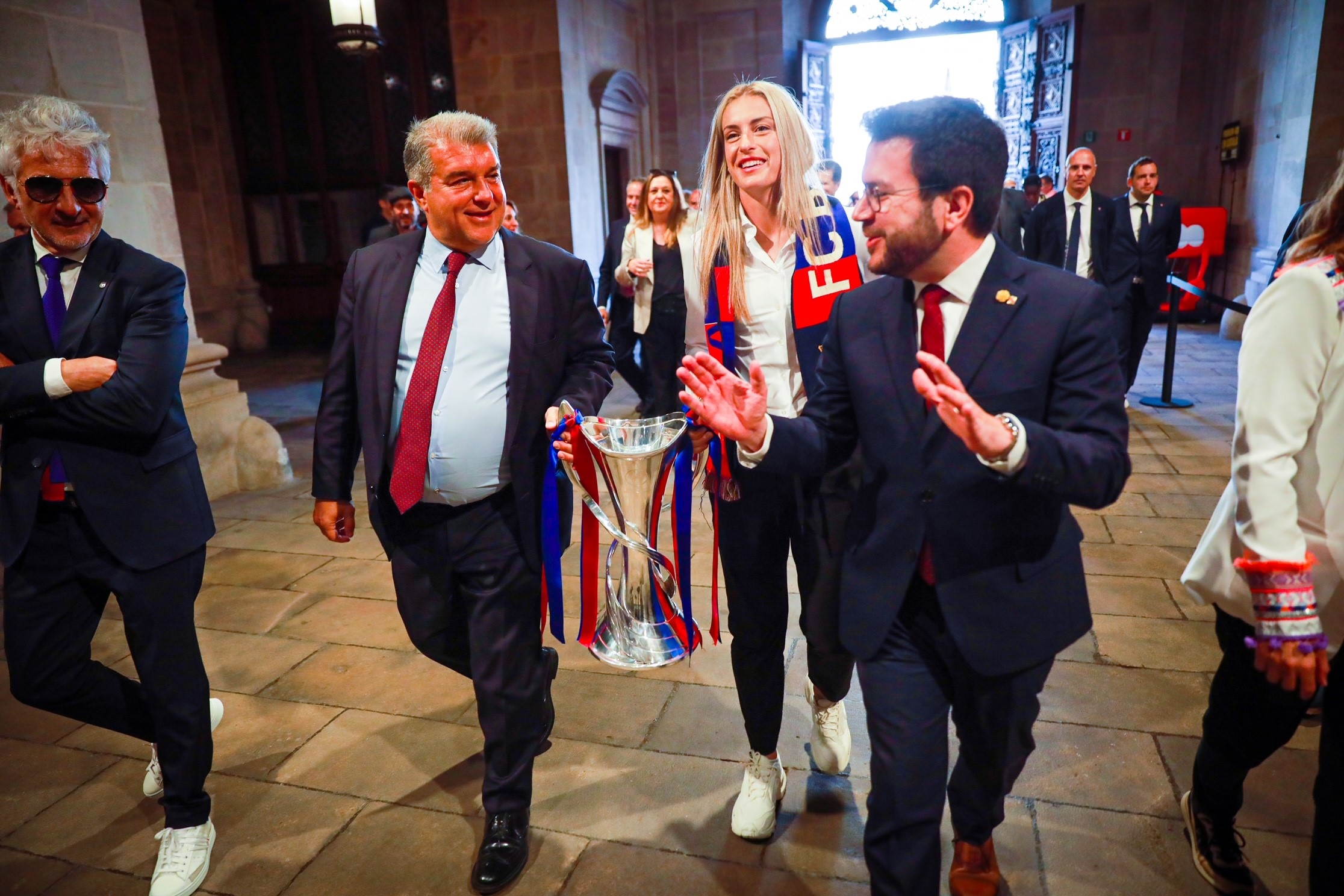
Vorstandsmitglied Xavier Puig, Klubpräsident Laporta und Kapitänin Putellas bei einem Empfang mit dem katalanischen Regierungschef Pere Aragonès (Juni 2023)

Stand: 17. Juli 2024
| Nat.                              | Name          | Funktion                |
| --------------------------------- | ------------- | ----------------------- |
| Trainerstab                       |               |                         |
| Spanien                           | Pere Romeu    | Cheftrainer             |
| Spanien                           | Rafel Navarro | Assistenztrainer        |
| Spanien                           | Oriol Casares | Torwarttrainer          |
| Spanien                           | Berta Carles  | Fitnesstrainer          |
| Spanien                           | Toni Gordo    | Analytiker              |
| Management und Sportliche Leitung |               |                         |
| Spanien                           | Joan Laporta  | Klubpräsident           |
| Spanien                           | Xavier Puig   | Leitung Frauenabteilung |
| Spanien                           | Marc Vivés    | Sportdirektor           |

### Trainerhistorie

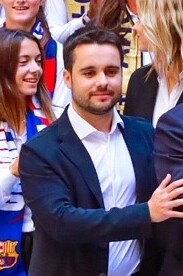
Mit Giráldez gewann man zweimal in Folge die Champions League.

Die damalige Frauenmannschaft, die anhand des Charity-Spiels an Weihnachten 1970 entstand, wurde in der Folge bis 1972 von Antoni Ramallets trainiert. Es folgten Ramon Carrión, Luis de la Pena und Salvador Casals. Mit Trainerin Natalia Astrain (2002–2006) schaffte Barcelona 2004 den Wiederaufstieg in die höchste Spielklasse, nachdem man zuvor einige Jahre in der Segunda Division verbracht hatte. Astrain war die erste Frau, die die UEFA-Pro-Lizenz für das Traineramt abschloss.
Prägend für die Entwicklung des Frauenteams war Xavi Llorens, der mehr als zehn Jahre als Cheftrainer agierte. Mit dem Pokalsieg 2011 beendete er für Barcelona eine 17-Jahre lange Periode ohne gewonnene Trophäe. Zudem transformierte er Barcelona zu eines der Spitzenteams im spanischen Frauenfußball und verhalf dem Klub zur ersten gewonnenen Meisterschaft in der Saison 2011/12. Seine Mannschaft konnte drei Mal in Folge die Liga gewinnen (2014, 2015, 2016) und schaffte es 2017 ins Halbfinale der Champions League, das bis dahin beste Turnierergebnis für Barcelona.
Nachdem man mit Fran Sánchez nicht die gewünschten Erfolge erzielt hatte, übernahm 2017 dessen Co-Trainer Lluís Cortés. Dieser schaffte in seiner ersten Saison den Einzug in das Endspiel der Champions League, welches jedoch nicht gewonnen werden konnte. Spielerisch entwickelte sich die Mannschaft unter ihm jedoch zu eines der besten Teams Europas und man stand in der Saison 2020/21 erneut im CL-Finale. Dort gelang seiner Mannschaft ein 4:0 gegen den FC Chelsea und Barcelona gewann erstmals den Bewerb. Nach dessen Abgang im Sommer 2021 übernahm sein damaliger Assistenztrainer Jonatan Giráldez den offenen Posten. Das Team gewann in seiner dreijährigen Amtszeit zehn Trophäen, darunter zwei UWCL-Titel sowie 2024 ein Quadruple bestehend aus Champions League, Meisterschaft, spanischer Pokal und spanischer Supercup.
Aktueller Cheftrainer des Teams ist Pere Romeu, der ebenfalls zuvor Assistenztrainer seines Vorgängers war. Romeu hat einen Vertrag bis Juni 2026.
| Name             | Zeitraum  |
| Ramon Carrión    | 1988–1989 |
| Luis de la Pena  | 1989–1998 |
| Salvador Casals  | 1998–2001 |
| Natalia Astrain  | 2002–2006 |
| Xavi Llorens     | 2006–2017 |
| Fran Sánchez     | 2017–2019 |
| Lluís Cortés     | 2019–2021 |
| Jonatan Giráldez | 2021–2024 |
| Pere Romeu       | seit 2024 |

### Rekordspielerinnen
Rekordspielerin ist Melanie Serrano. Die spanische Linksverteidigerin verbrachte insgesamt 19 Jahre im Klub und kam dabei auf 517 Einsätze.
Die erfolgreichste Torschützin ist seit Oktober 2023 Alexia Putellas.
| Einsätze 1 2                | Einsätze 1 2    | Einsätze 1 2         | Einsätze 1 2 |
| --------------------------- | --------------- | -------------------- | ------------ |
|                             | Spielerin       | Spielzeit            | Einsätze     |
| 1                           | Melanie Serrano | 2007–2022            | 517          |
| 2                           | Marta Torrejón  | 2013–                | 424          |
| 3                           | Alexia Putellas | 2012–                | 415          |
| 4                           | Vicky Losada    | 2005–2015, 2016–2021 | 376          |
| 5                           | Marta Unzué     | 2006–2020            | 360          |
| fett = noch beim Klub aktiv |                 |                      |              |

| Tore 1 2                    | Tore 1 2          | Tore 1 2             | Tore 1 2 |
| --------------------------- | ----------------- | -------------------- | -------- |
|                             | Spielerin         | Spielzeit            | Tore     |
| 1                           | Alexia Putellas   | 2012–                | 187      |
| 2                           | Jennifer Hermoso  | 2014–2017, 2019–2022 | 181      |
| 3                           | Sonia Bermúdez    | 2011–2015            | 123      |
| 4                           | Asisat Oshoala    | 2019–2024            | 116      |
| 5                           | Mariona Caldentey | 2014–2024            | 103      |
| fett = noch beim Klub aktiv |                   |                      |          |

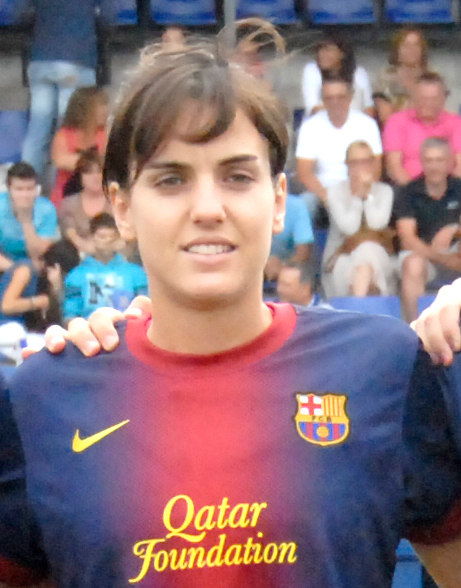
Rekordspielerin Serrano
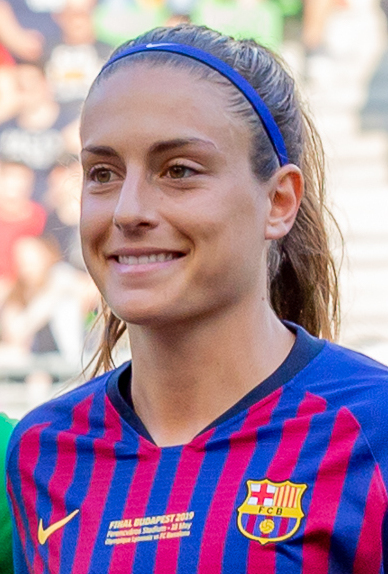
Putellas, 2× Weltfußballerin und beste Torschützin
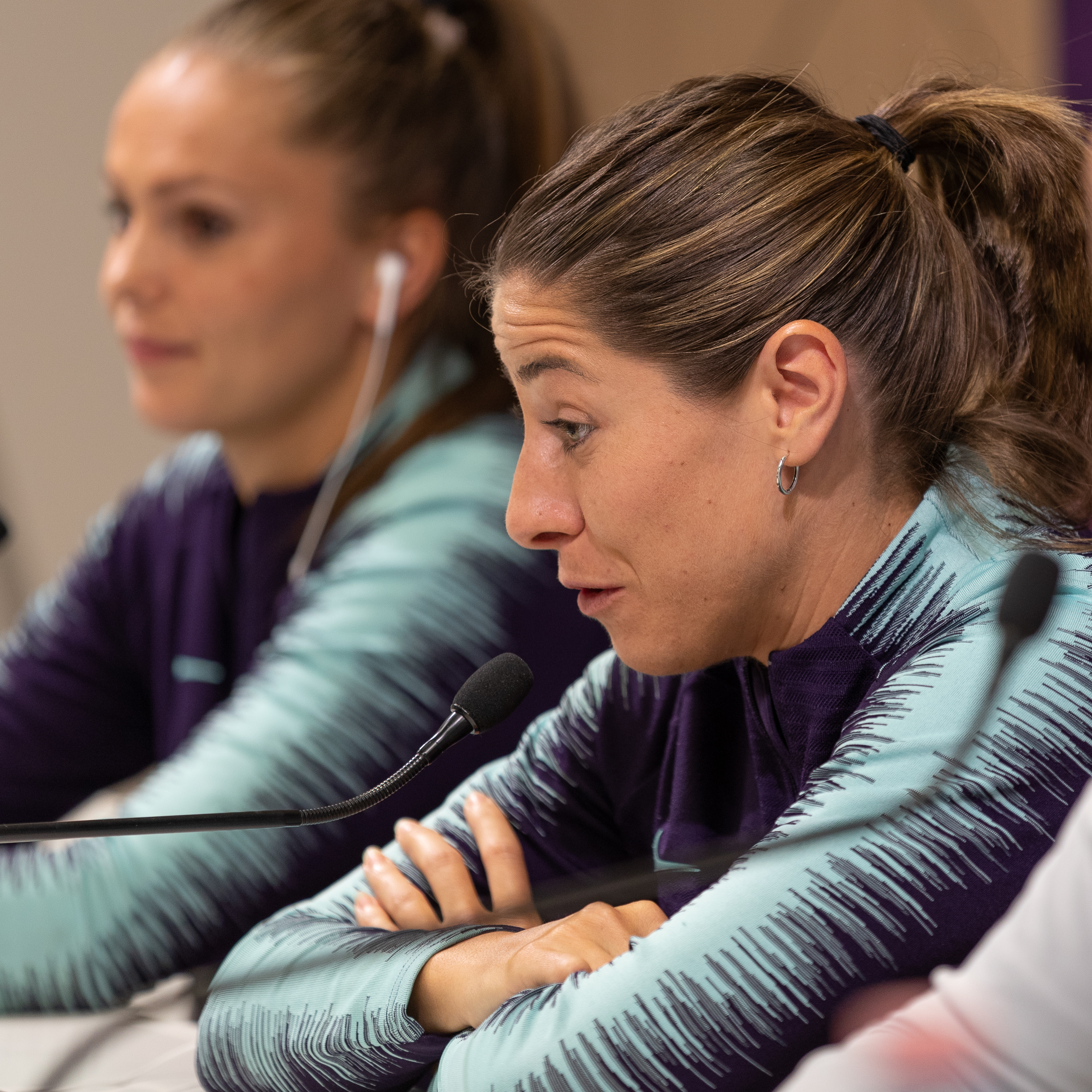
Vicky Losada verbrachte 12 Jahre im Klub.
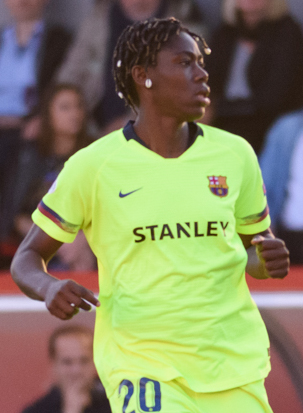
Oshoala ist die erfolgreichste nicht-spanische Torschützin.

## Erfolge und Statistiken

### National und regional

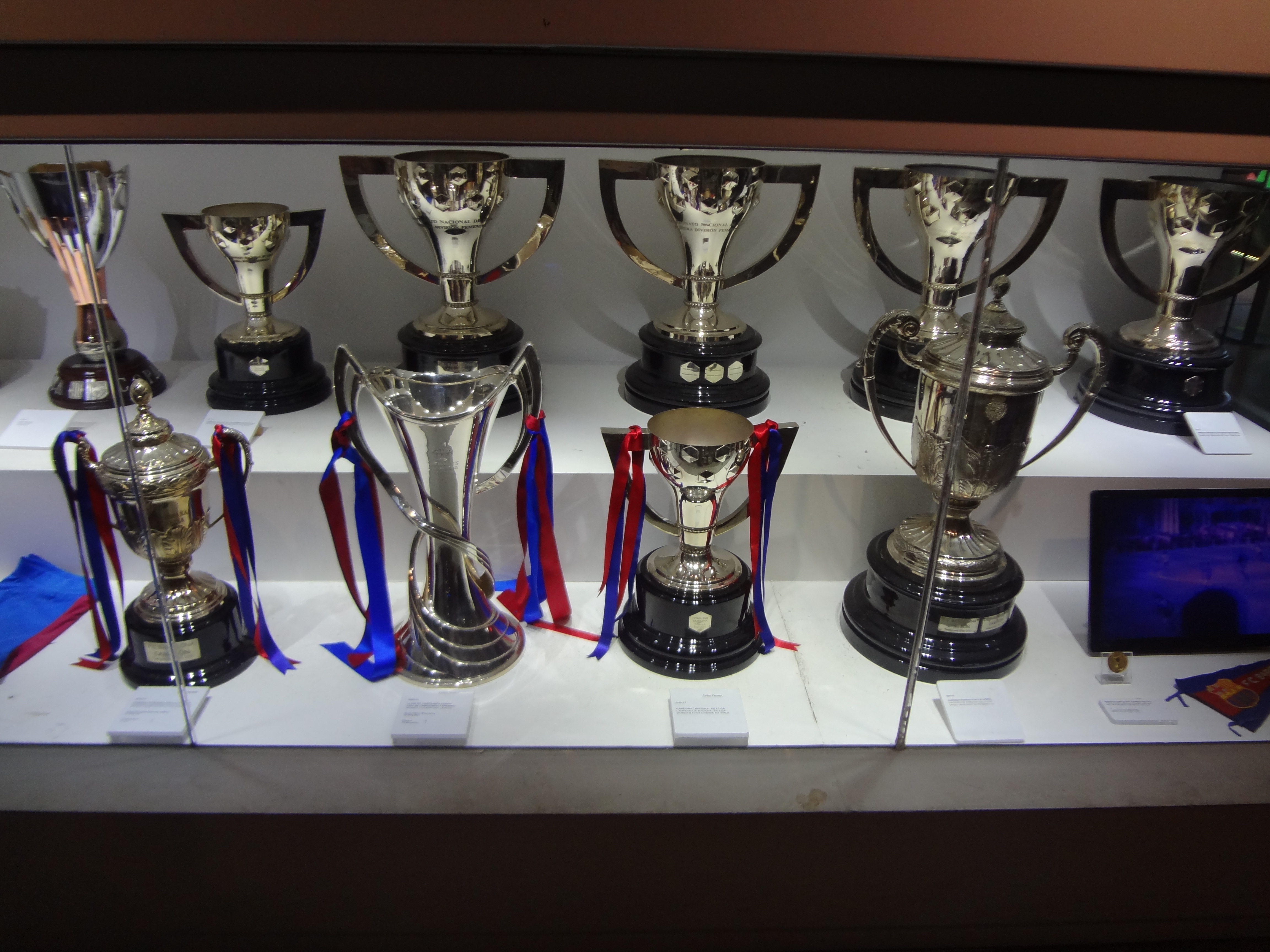
Das Triple der Saison 2020/21 im Vereinsmuseum ausgestellt

Der FC Barcelona ist der erfolgreichste Verein im spanischen Frauenfußball und konnte bisher neun Meisterschaften gewinnen. Er ist alleiniger Rekordhalter in allen nationalen Wettbewerben (Liga, Pokal, Supercup). Mit dem Gewinn der Meisterschaft 2014/15 war Barcelona das erste Team in der Ligahistorie, das vier Meisterschaften in Folge gewinnen konnte. Barcelona hält derzeit den Punkterekord in der Liga F – in der Saison 2020/21 erreichte man 99 von insgesamt 102 möglichen Punkten. Im gleichen Jahr gelang ihnen mit 167 Toren und 15 Gegentore das beste Torverhältnis in der Geschichte der Liga. In der Saison 2021/22 wurde ein weiterer historischer Meilenstein erreicht, indem Barcelona die spanische Liga mit 30 Siegen in 30 gespielten Spielen ungeschlagen gewann (perfekte Saison).

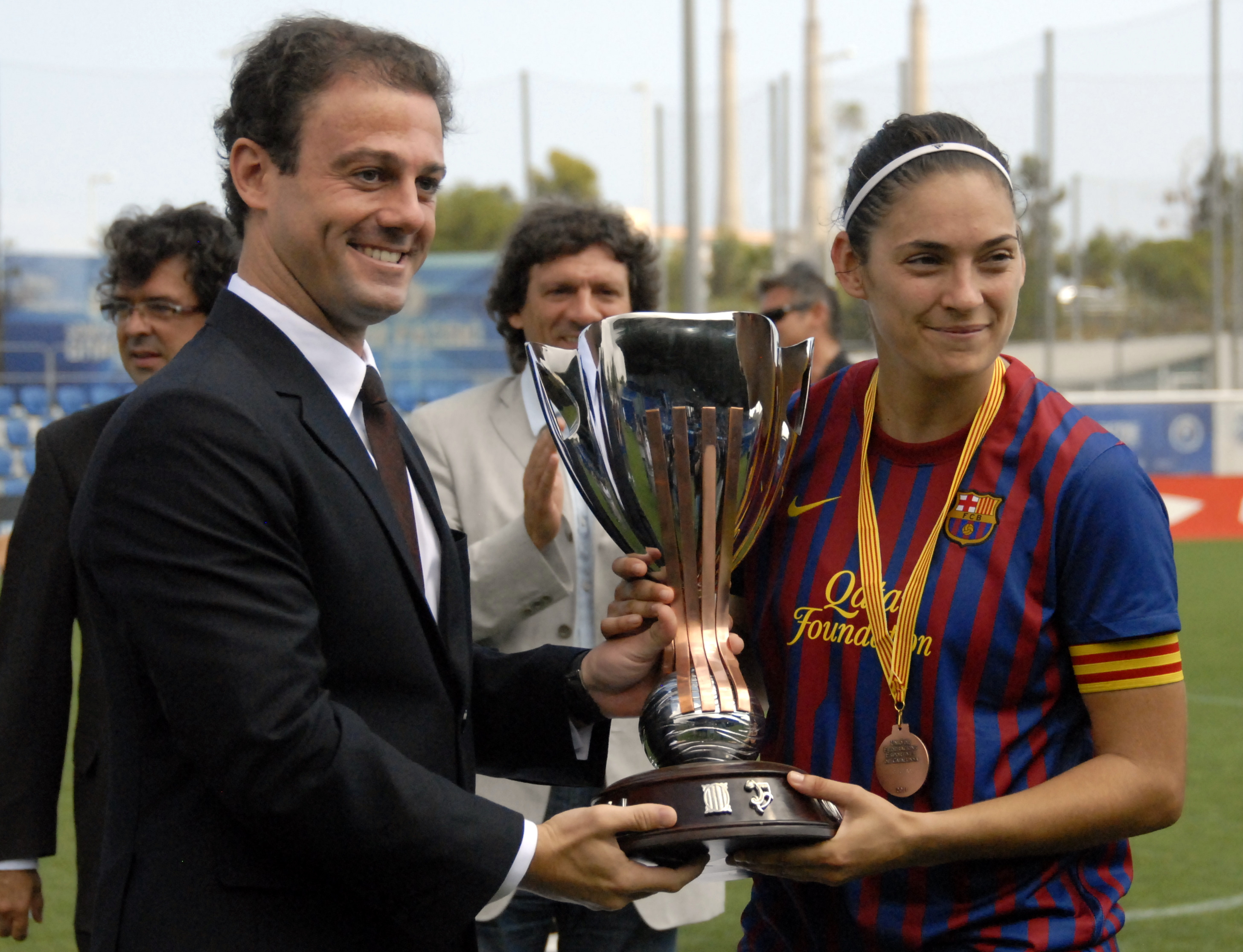
Gewinn des katalanischen Pokals 2011

Der FC Barcelona Femení war 1988 zusammen mit elf anderen Vereinen Mitbegründer der ersten Frauenfußballliga in Spanien (Liga Nacional). Bis zur offiziellen Aufnahme in die Vereinsstruktur vom FC Barcelona trat die Frauenmannschaft als Club Femení Barcelona bzw. CF Barcelona auf. In den 1990er-Jahren konnte man zweimal Vizemeister (1991/92, 1997/98) werden. Von 1996 bis 2001 gab es in der Liga ein vierteiliges Gruppensystem mit insgesamt 42 Teams, die Erstplatzierten jeder Gruppe entschieden in einem Halbfinale und Finale den spanischen Meister. Barcelona war vier Jahre lang Teil der Gruppe III (Zentral) und schaffte es dabei nie auf den 1. Platz. Mit Saisonbeginn 2001/02 kehrte die Liga unter dem neuen Namen Superliga Femenina zum klassischen Tabellensystem zurück und wurde auf elf Teams stark reduziert. Aufgrund der mittelmäßigen Platzierungen in den Jahren zuvor spielte Barcelona ab 2001/02 in der 2. Liga, wo man zwei Jahre in Folge in den Aufstiegs-Playoffs scheiterte. 2003/04 schaffte man den Wiederaufstieg in die höchste Spielklasse. In der Saison 2006/07 belegte man den letzten Platz (14.) in der 1. Liga und stieg erneut ab, ein Jahr später erspielte man sich abermals die Meisterschaft in der 2. Liga und erreichte den Wiederaufstieg. Seitdem gehört der Verein ununterbrochen der Primera División (Liga F) an.
Auf regionaler Ebene ist der Verein Rekordsieger des katalanischen Pokals.

#### Titel
- 10×  Spanische Meisterschaft:  2012, 2013, 2014, 2015, 2020, 2021, 2022, 2023, 2024, 2025
- 11×  Spanischer Pokal:  1994, 2011, 2013, 2014, 2017, 2018, 2020, 2021, 2022, 2024, 2025
- 5×  Spanischer Supercup:  2020, 2022, 2023, 2024, 2025
- 11×  Katalanischer Pokal:  2009, 2010, 2011, 2012, 2014, 2015, 2016, 2017, 2018, 2019, 2025

### International
Mit Gewinn der ersten Meisterschaft 2011/12 qualifizierte sich Barcelona für die Saison 2012/13 erstmals für die UEFA Women’s Champions League. Man war das erste spanische Team im Viertelfinale (2013/14), Halbfinale (2016/17) und Finale (2018/19). Ab 2015 schaffte es die Mannschaft jährlich mindestens ins Viertelfinale des Wettbewerbs.
Barcelona kam bisher auf sechs Finalteilnahmen, davon fünf in Folge (2021, 2022, 2023, 2024, 2025). Der Bewerb konnte 2021 (4:0 gegen Chelsea), 2023 (3:2 gegen Wolfsburg) und 2024 (2:0 gegen Lyon) gewonnen werden.

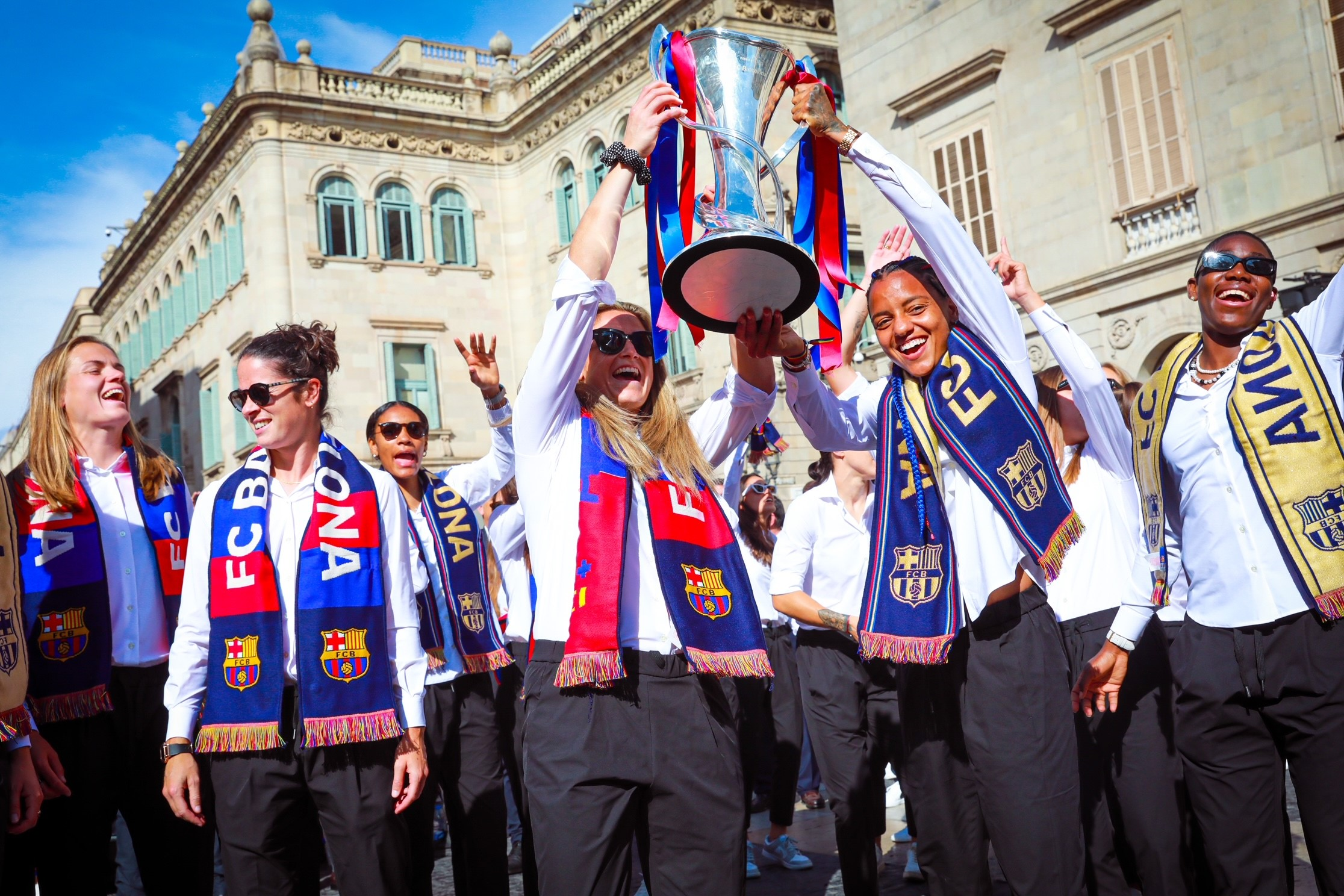
Spielerinnen feiern den Gewinn der Champions League 2022/23 am Plaça Sant Jaume in Barcelona

Mit dem Titelgewinn 2020/21 waren sie der erste spanische Champions-League-Sieger der Frauen. Damit war der FC Barcelona zugleich der erste Verein, der sowohl mit seiner Herren- und Frauenmannschaft einen Champions-League-Titel gewann.

#### Titel
- 3× UEFA Women’s Champions League:  2021, 2023, 2024

### Weitere Erfolge und Auszeichnungen
- 1× Ballon d’Or (Team des Jahres):  2023
- 6× Finalist in der UEFA Women’s Champions League:  2019, 2021, 2022, 2023, 2024, 2025
- 5× Spanischer Vizemeister:  1992 (als CF Barcelona), 2016, 2017, 2018, 2019

### Individuelle Erfolge
- 4× Ballon d’Or:  Alexia Putellas (2021, 2022), Aitana Bonmatí (2023, 2024)
- 4× FIFA The Best (Weltfußballerin des Jahres):  Lieke Martens (2017), Alexia Putellas (2021, 2022), Aitana Bonmatí (2023)
- 4× UEFA-Spielerin des Jahres:  Lieke Martens (2017), Alexia Putellas (2021, 2022), Aitana Bonmatí (2023)
- 3× Afrikas Fußballerin des Jahres:  Asisat Oshoala (2019, 2022, 2023)
- 1× Laureus Weltsportlerin des Jahres:  Aitana Bonmatí (2024)
- 12× Torschützenkönigin der Primera División:  4× Sonia Bermúdez (2012, 2013, 2014, 2015), 5× Jennifer Hermoso (2016, 2017, 2019, 2020, 2021), Asisat Oshoala (2022), Caroline Graham Hansen (2024), Ewa Pajor (2025)
- 3× Torschützenkönigin der UEFA Women’s Champions League:  Jennifer Hermoso (2021), Alexia Putellas (2022), Clàudia Pina (2025)

## Sonstiges
Im Heimtrikot Barcelonas für die Saison 2023/24 wurde eine schimmernde Rautengrafik in das Wappenabzeichen eingearbeitet, als Anspielung auf die Form des ursprünglichen Wappens, das die Frauenmannschaft in den 1970er-Jahren erstmals verwendete.
Die Frauenfußballabteilung Barcelonas wurde im Jahr 2023 mit der goldenen Ehrenmedaille des katalanischen Parlaments geehrt und war die erste Sportmannschaft, die diese Auszeichnung erhielt.